# Пуарентъявр
Пуарентъявр — пресноводное озеро в Мурманской области России, находится на территории Кольского района.
Расположено на севере области, в 51 километре к юго-востоку от Мурманска, юго-восточнее озера Канентъявр, находится на высоте 186,2 метра над уровнем моря. Озеро имеет неправильную форму, вытянуто в меридиональном направлении. Длина составляет около 7,5 км, в северной котловине ширина достигает 2,8 км. Имеется много некрупных островов. Площадь озера — 12,7 км². Водосборная площадь — 604 км².
Через озеро протекает река Териберка, впадая на юге и вытекая на севере. Кроме того, впадает река Лейбйок и ряд небольших ручьёв. 
Берега сильно изрезаны, низкие, местами заболоченные или холмистые, покрыты редколесьем. Многочисленные отмели. Имеется несколько рыбацких домиков. На юге возвышается гора Нерентпакенч (250,6 м), на западе — гора Пуйпесвайвич (330,4 м).